# Abraxas shensica
Abraxas shensica là một loài bướm đêm trong họ Geometridae.